# 324 هـ
324 هـ هي سنة في التقويم الهجري امتدت مقابلةً في التقويم الميلادي بين سنتي 935 و936.

## مواليد
- القابسي
- الزهراوي - طبيب جراح عربي مسلم من الاندلس.
- ابن أبي زمنين
- عبد الله الأصيلي
- أبو الحسن القابسي

## وفيات
- أحمد بن موسى بن العباس
- ابن المغلس
- ابن زياد النيسابوري
- أبو الحسن الأشعري